# فلاديمير غولينيشيف
فلاديمير سيميونوفيتش جولينيشيف ((بالروسية: Владимир Семёнович Голенищев)‏؛ 29 يناير 1856 – 5 أغسطس 1947)، المعروف سابقًا في بعض الترجمات لاسمه أيضًا باسم ولاديمير أو وولدمار جولينيشيف, كان واحدًا من أوائل علماء المصريات الروس وأكثرهم إنجازًا. كان أحد مؤسسي مدرسة القاهرة لعلم المصريات وأحد أبرز القامات في مدرستيّ الآشوريات وعلم المصريات في روسيا.

## النشأة والتعليم
ولد جولينيشيف، لتاجر ميسور الحال، في سانت بطرسبرغ. والد جولينيشيف، سيميون فاسيلييفيتش جولينيشيف (1821-1858)، كان يمتلك مصنعًا كبيرًا للنسيج والغزل الورقي على قناة أوبفودني. بالإضافة إلى ذلك، كان سيميون شريكًا في ملكية بيت تجاري يستورد القطن الأمريكي عبر ميناء سانت بطرسبرغ. بعد الوفاة المفاجئة لسيميون، سلمت الأرملة الجديدة صوفيا غافريلوفنا إدارة الأعمال إلى أحد الأقارب وقضت وقتها في تربية أطفالها فلاديمير وناديجدا. من خلال هذه المعاملات، ورث جولينيشيف رأس مال وعقارات كبيرة في سانت بطرسبرغ. تلقى جولينيشيف أيضًا تعليمًا منزليًا مناسبًا حيث وجد اهتمامًا بالدراسات الشرقية، وخاصة في علم المصريات. تخرج جولينيشيف من الجمنازيوم الأول في سانت بطرسبرغ عام 1875 واستمر في تعليمه في جامعة سانت بطرسبرغ من 1875 إلى 1879. ومع ذلك، في ذلك الوقت، كانت المؤسسة توفر موارد قليلة لدراسة علم المصريات. وجد عالم المصريات المعظم ذاتيًا نصبه المصري القديم الأول في سن الرابعة عشرة ونشر أول مقالة له عن البرديات في عام 1874 في سن الثامنة عشرة. بالإضافة إلى دراسته لعلم المصريات، أصبح جولينيشيف بارعًا في أكثر من اثنتي عشرة لغة بما في ذلك الروسية والفرنسية والألمانية والإنجليزية.

## المسيرة المهنية في علم المصريات
في 1884-1885 نظم ومول حفريات في وادي الحمامات، تلتها أبحاث في تل المسخوطة في 1888-1889. خلال العقدين التاليين، سافر إلى مصر أكثر من ستين مرة وأحضر مجموعة ضخمة من أكثر من 6000 قطعة أثرية مصرية قديمة، بما في ذلك قطع ثمينة مثل بردية موسكو الرياضية، قصة ون آمون، تاريخ الإسكندرية العالمي، والعديد من بورتريهات الفيوم، وتعاليم الملك مريكارع، ونبوءة الكاهن نفررهو. الوثيقة الأكثر شهرة التي اكتشفها كانت قصة البحار الغريق. كما نشر ما يسمى بالبرديات الهيرميتاجية، بما في ذلك نبوءة نفرتي، المحفوظة الآن في متحف الهيرميتاج.
أنشأ جولينيشيف أساسًا قويًا لعلم المصريات الروسي ومهد الطريق لعلماء المصريات المستقبليين. كان لجولينيشيف العديد من التلاميذ خلال الفترة التي قضاها في جامعة القاهرة. أحد الطلاب البارزين، بوريس ألكساندروفيتش توراييف، تعلم الكثير من جولينيشيف وواصل تدريب الجيل القادم من علماء المصريات الروس. أقنع ألكساندروفيتش توراييف أيضًا جولينيشيف ببيع مجموعته من التماثيل المصرية إلى متحف موسكو للفنون الجميلة.

## المساهمات في فك رموز الهيروغليفية
في عام 1874، نشر جولينيشيف أول مقال له وفي عام 1877 نشر عملًا قيمًا عن لوحة مترنيخ. بالإضافة إلى ذلك، قدم مساهمات حاسمة في دراسة الكتابة المسمارية، حيث نشر Vingt-quatre tablettes cappadociennes في عام 1891. عمل أيضًا في المتحف المصري في القاهرة، حيث قام بفهرسة البرديات الهيراطيقية.
في عام 1890، اشترى جولينيشيف مجموعة كبيرة من البرديات من تاجر كانت قد تم تمزيقها عمدًا وبيعها كقطع وأعاد تجميعها في القاهرة. هذه البرديات ذات قيمة لا تقدر بثمن لدراسات اللغة وتشمل قصة ون آمون، التي تروي محنة وإذلال مبعوث مصري إلى جبيل في الأيام المتدهورة من الدولة الحديثة. لاحقًا، تضمن هذا العمل قائمة كلمات أصبحت تعرف باسم أونوماستيكون جولينيشيف.
بالتدريج، تدهورت الحالة المالية لجولينيشيف مما أدى إلى بيع مجموعته الكبيرة في المزاد. تلقى جولينيشيف عروضًا من العديد من المتاحف الأجنبية. وبطريقة وطنية، باع جولينيشيف مجموعته إلى متحف الفنون الجميلة في موسكو في عام 1909. بعد بيع مجموعته، استقر جولينيشيف في مصر. بعد الثورة الروسية عام 1917، لم يعد أبدًا إلى روسيا، وأقام في نيس والقاهرة. في مصر، أسس وترأس كرسي علم المصريات في جامعة القاهرة من 1924 إلى 1929.

## الإرث
في عام 1947، توفي جولينيشيف في نيس عن عمر يناهز 91 عامًا. في عام 2006، في الذكرى الـ 150 لميلاده، أقيم نصب تذكاري لجولينيشيف في المتحف المصري في القاهرة، وأضافه إلى تذكار بعض أعظم علماء المصريات في العالم. أوراقه محفوظة في متحف بوشكين، في مركز فلاديمير جولينيشيف في باريس، فرنسا، وكذلك في معهد جريفيث في أكسفورد، إنجلترا. لا يزال جولينيشيف يعتبر أول وأكثر علماء المصريات الروسيين إنجازًا ويقدّر عمله المخلص في ترميم وفهرسة ودراسة الآثار المصرية القديمة.

## روابط خارجية
- مركز فلاديمير جولينيشيف، باريس
- قائمة بكتابات فلاديمير جولينيشيف